# Útěk z věznice Akko

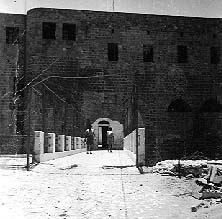
Věznice Akko

Útěk z věznice Akko byla operace podniknutá 4. května 1947 v britské mandátní Palestině, při níž členové židovského revizionistického podzemního hnutí Irgun probořili zeď věznice v Akku a osvobodili 27 vězněných členů Irgunu a Lechi.

## Pozadí
V době britského mandátu byla citadela ve starém městě v Akku využívána jako věznění. Celkem zde bylo vězněno na 700 Arabů a 90 Židů, z čehož druhá skupina sestávala převážně ze členů podzemních židovských organizací Hagana, Irgun a Lechi, kteří byli zajati Brity. Jedním z vězňů byl taktéž operační důstojník Irgunu Ejtan Livni (otec Cipi Livniové).
19. dubna 1947 byli ve zdejší věznici oběšeni čtyři členové Irgunu (Dov Gruner, Jechiel Dresner, Mordechaj Alkachi a Eliezer Kašani), které zajala britská 6. výsadková divize. Stali se prvními poválečnými „mučedníky“ Irgunu a Dov Gruner po svém procesu označil britskou armádu a správu za „kriminální organizace.“
Věznění členové Irgunu a Lechi přemýšleli o útěku z vězení, avšak nakonec došli k názoru, že útěk by byl bez vnější pomoci neproveditelný. Kontaktovali proto vedení Irgunu, kde bylo vedení operace svěřeno Dovu Kohenovi (Šimšon).

## Začátek

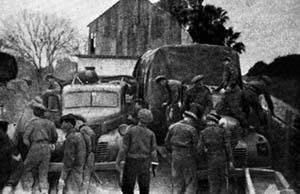
Příslušníci Irgunu převlečení za britské vojáky

Zahájení operace bylo původně naplánováno na duben, avšak nakonec došlo k jeho přesunu na neděli 4. května 1947 v 16.00, tj. na den, kdy Valné shromáždění OSN projednávalo palestinskou otázku.
Logistické přípravy celé operace byly komplikované. Irgun zakoupil nákladní automobil, džíp, dva vojenské nákladní automobily a osobní vozidla, které byly maskovány jako britské. Získány rovněž byly britské uniformy a civilní oděvy, díky nimž mohli uprchlí vězni splynout s místním obyvatelstvem.
Průzkumné snahy Irgunu objevily slabé místo v rámci budovy citadely, které se nacházelo na jižní stěně, přímo nad tureckými lázněmi. Irgun proto do věznice propašoval trinitrotoluen (TNT), z něhož bylo vyrobeno 30 improvizovaných ručních granátů a 2 bomby, obě vážící po jednom kilogramu, které měly probourat zeď věznice.

## Operace

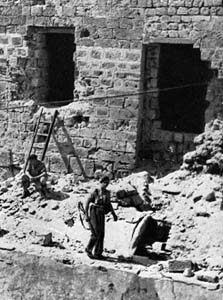
Zeď vězení po jejím proboření

V neděli 4. května 1947 se ve 14.00 vypravila jednotka vojenských mechaniků Irgunu pod vedením Dova Salomona a Jehudy Apirjona do nedalekých tureckých lázní, převlečená za telefonní techniky, nesoucí žebříky, TNT, lana a další vybavení nezbytné pro vniknutí do vězení. Mezitím se kolem vězení rozmístily útočné a únikové týmy Irgunu, převlečené za britský vojenský konvoj.
Akce začala v 16.22, kdy vězením otřásla mohutná exploze. Jeden z vězňů, Michael Ešbal, odpálil mříž na chodbě, zatímco jiná skupina vězňů zadržela britské žalářníky ručními granáty a hořícími barikádami.
Celkem na věznici zaútočilo 34 příslušníků Irgunu. Během akce padlo 9 příslušníků Irgunu, tři členové útočných jednotek, včetně Dova Kohena, a šest vězňů. Dalších pět Irgunistů z útočných jednotek bylo zajato, společně s osmi uprchnuvšími vězni. Celkem se podařilo osvobodit 27 příslušníků Lechi (7) a Irgunu (20), se kterými uteklo i 182 arabských vězňů.

## Následky

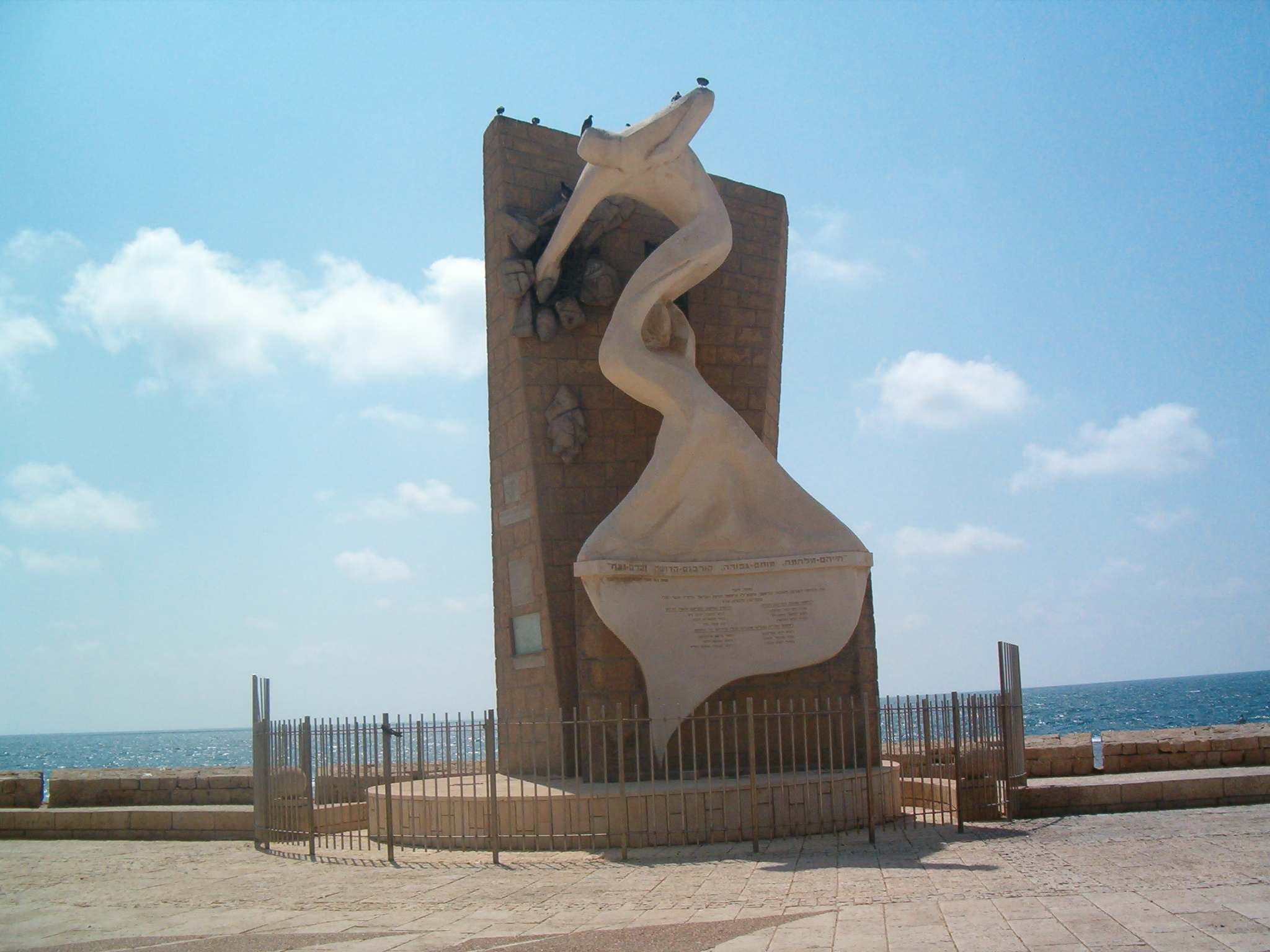
Památník na promenádě v Akku, připomínající útěk

Americký deník New York Herald Tribune k události napsal, že podzemí provedlo „jednu z jeho nejnáročnějších a ambiciózních misí perfektním stylem,“ zatímco britský poslanec Oliver Stanley se vlády Jeho veličenstva dotázal, co plánuje provést „ve světle událostí ve věznici v Akku, které naprosto srazily britskou prestiž.“
Židovská agentura nazvala operaci „nezodpovědným sebevražedným aktem,“ zatímco velitel Irgunu, Menachem Begin, jej označil jako akt hrdinství.
Tři z pěti zajatých mužů byli odsouzeni k trestu smrti. Irgun v reakci na to zajal dva britské seržanty, Clifforda Martina a Mervyna Paice, a hrozil jejich zabitím v případě, že Britové popraví zajaté příslušníky Irgunu. Když Britové ultimátu nevyhověli a popravu vykonali, Irgun oba zajaté Brity oběsil.
Útěk z věznice Akko měl spolu s dalšími operacemi velký morální vliv na jišuv a na boj za vznik Izraele. Výrazně poškodil britskou prestiž a urychlil vznik Zvláštní komise OSN pro Palestinu (UNSCOP).
Operaci připomíná pomník na promenádě ve městě Akko. Ze samotného vězení se stalo muzeum, připomínající zde vězněné a oběšené osoby a předstátní boj za nezávislost.